# Münzsammlung der Universität Freiburg
Die Münzsammlung der Albert-Ludwigs-Universität Freiburg besteht aus über 14.000 Münzen, die das Seminar für Alte Geschichte betreut. Der Schwerpunkt der Sammlung liegt auf Münzen des römischen Prinzipats und der Spätantike mit rund 12.000 Münzen. Es handelt sich damit um eine der größten Sammlungen antiker Münzen an einer deutschen Universität.

## Geschichte
Die Münzsammlung stellte Ministerialrat Heinrich Wefels zwischen 1900 und 1926 zusammen. Er beschäftigte sich mit der antiken Numismatik und publizierte zu diesem Thema. Nach Wefels Tod 1931 gelangte die Sammlung mitsamt seiner numismatischen Fachbibliothek an das Erzbischöfliche Ordinariat Freiburg. Der Jurist und Numismatiker Josef Holler ordnete und systematisierte die Münzen, sodass das Erzbischöfliche Ordinariat einen Überblick über die Sammlung erhielt. Nach einem Gutachten des Althistorikers Konrad Kraft, der zu diesem Zeitpunkt eine außerordentliche Professur in Frankfurt am Main innehatte, wurde sie der Universität Freiburg zum Kauf angeboten. Durch Bundes- und Landeszuschüsse erwarb sie 1961 unter Lehrstuhlinhaber Herbert Nesselhauf die Münzsammlung inklusive Fachbibliothek für 30.000 DM.
Die Akademische Rätin Marieluise Deißmann-Merten übernahm ab 1967 die Verantwortung für die Münzsammlung als Betreuerin und Ansprechperson. Unter ihrer Leitung wurde die Sammlung neu geordnet, inventarisiert und für die universitäre Lehre vorbereitet.
1999 begann das Seminar für Alte Geschichte, die Münzen der Sammlung nach und nach online zu publizieren. Durch Förderungen des Bundesministeriums für Bildung und Forschung konnte mithilfe des Netzwerks universitärer Münzsammlungen in Deutschland (NUMiD-Verbund) ein Aufarbeitungs- und Digitalisierungsprojekt gestartet werden. In den Jahren 2017 bis 2020 wurde ein   digitaler, interaktiver Münzkatalog für die Sammlung der Universität Freiburg erstellt. Dabei erhielt das Seminar für Alte Geschichte zusätzlich Förderungen durch den StuRa der Universität Freiburg und die Landesinitiative Kleine Fächer in Baden-Württemberg. Im Zuge dieser Digitalisierung konnten auch Datensätze in internationale Datenbanken wie Coinage of the Roman Republic Online (CRRO) und Online Coins of the Roman Empire (OCRE) eingespeist werden.
Die Universität ist seit 2017 Mitglied des numismatischen Verbundes in Baden-Württemberg.

## Nutzung der Sammlung
Die Münzen der Sammlung waren wiederholt für eine breitere Öffentlichkeit zugänglich, beispielsweise in einer Ausstellung in der Archäologischen Sammlung des Instituts für Klassische Archäologie. Anlässlich der Einführung des Euros veranstaltete die Universitätsbibliothek Freiburg 1999 eine Ausstellung zum Thema Währungsunionen. Seit 2011 können 26 Exemplare im Zuge einer Dauerleihgabe im Uniseum Freiburg betrachtet werden. Die dort gezeigten Münzen stammen aus der Späten Römischen Republik bzw. dem frühen Prinzipat und verdeutlichen am Beispiel des Augustus, wie Münzen in der Antike zur Vermittlung politischer Botschaften genutzt werden konnten.
Auch in der Lehre des Seminars für Alte Geschichte wird die Münzsammlung regelmäßig genutzt. Durch einen interaktiven Münzkatalog (IKMK) sind die Bestände der Münzsammlung öffentlich zugänglich.

### Wissenschaftliche Literatur
Ausgewählte Münzen der Sammlung der Universität Freiburg werden in folgenden Publikationen besprochen:
- Kay Ehling: Die Münzprägung der mysischen Stadt Germe in der römischen Kaiserzeit (= Asia Minor Studien. 42). Bonn 2001.
- Eckhard Meyer: Die Bronzeprägung von Laodikeia in Syrien 194–217. In: Jahrbuch für Numismatik und Geldgeschichte. Nr. 37/38, 1987/88, S. 57–92.
- Eckhard Meyer: Zwei unedierte severische Münzen aus Laodicea ad mare und Milet. In: Quaderni ticinesi di numismatica e antichità classiche. Nr. 18, 1989, S. 269–278.
- Eckhard Meyer-Zwiffelhoffer: Die Münzprägung von Paltos in Syrien. In: Jahrbuch für Numismatik und Geldgeschichte. Nr. 44, 1994, S. 91–111.
- Ruprecht Ziegler: Kaiser, Heer und städtisches Geld. Untersuchungen zur Münzprägung von Anazarbos und anderer ostkilikischer Städte (= Ergänzungsbände Tituli Asiae Minoris. 16). Wien 1993.

### Publikationen zur Münzsammlung
- Rimma Gerenstein: Die Zeitung der Antike. In: uni’leben. Die Zeitung der Albert-Ludwigs-Universität Freiburg. Nr. 6, 2011, S. 4.
- Florian Haymann: Numismatik am Seminar für Alte Geschichte Freiburg i. Br. In: Collegium Beatus Rhenanus. Nr. 14, 2011, S. 3.
- Paul Georg Kastner: Aus der Münzsammlung des Seminars für Alte Geschichte an der Universität Freiburg. In: Freiburger Universitätsblätter. Nr. 65, 1979, S. 73–77.
- Eva Opitz: Große Herrscher – ganz klein. In: uni’leben. Die Zeitung der Albert-Ludwigs-Universität Freiburg. Nr. 2, 2018, S. 9.
- Eckhard Wirbelauer: Währungsunion: Lernen von den Römern. Die Münzsammlung des Seminars für Alte Geschichte präsentiert Schätze der Universität. In: Freiburger Uni-Magazin. Nr. 3, 1999, S. 10–11.

## Links und Einzelnachweise
1. 1 2 3  Eckhard Wirbelauer: Währungsunion: Lernen von den Römern. Die Münzsammlung des Seminars für Alte Geschichte präsentiert Schätze der Universität. In: Freiburger Uni-Magazin. Nr. 3, 1999, S. 10.
2. ↑  UB Freiburg: Ausstellung "Das Römische Reich und Europa" - Sponsoren. Abgerufen am 25. Juni 2024.
3. ↑  NUMiD | Sammlungen. Abgerufen am 8. August 2024.
4. ↑  Heinrich Wefels: Fund römischer Münzen. In: Frankfurter Numismatische Gesellschaft (Hrsg.): Mitteilungen für Münzsammler. Nr. 12, 1924, S. 110.
5. 1 2 3  Florian Haymann: Numismatik am Seminar für Alte Geschichte Freiburg i. Br. In: Collegium Beatus Rhenanus. Nr. 14, 2011, S. 3.
6. ↑  Paul Georg Kastner: Aus der Münzsammlung des Seminars für Alte Geschichte an der Universität Freiburg. In: Freiburger Universitätsblätter. Nr. 65, 1979, S. 73.
7. ↑  Eckhard Wirbelauer: Währungsunion: Lernen von den Römern. Die Münzsammlung des Seminars für Alte Geschichte präsentiert Schätze der Universität. In: Freiburger Uni-Magazin. Nr. 3, 1999, S. 10–11.
8. ↑  Paul Georg Kastner: Aus der Münzsammlung des Seminars für Alte Geschichte an der Universität Freiburg. In: Freiburger Universitätsblätter. Nr. 65, 1979, S. 77.
9. 1 2 3  Eckhard Wirbelauer: Währungsunion: Lernen von den Römern. Die Münzsammlung des Seminars für Alte Geschichte präsentiert Schätze der Universität. In: Freiburger Uni-Magazin. Nr. 3, 1999, S. 11.
10. ↑  NUMiD. Abgerufen am 25. Juni 2024.
11. ↑  MK-FR | Über uns. Abgerufen am 25. Juni 2024.
12. ↑  NUMiD. Abgerufen am 25. Juni 2024.
13. ↑  Numismatischer Verbund in Baden-Württemberg. Abgerufen am 25. Juni 2024.
14. ↑  UB Freiburg: Ausstellung "Das Römische Reich und Europa" - Sponsoren. Abgerufen am 25. Juni 2024.
15. ↑  Münzen in der Dauerausstellung des Uniseums. Abgerufen am 8. August 2024.
16. ↑  Seminar für Alte Geschichte. Abgerufen am 8. August 2024.
17. ↑  MK-FR | Start. Abgerufen am 25. Juni 2024.